# عطاالله العنزی
عطاالله العنزی (انگلیسی: Atallah Al-Anazi؛ زادهٔ ۲۲ فوریهٔ ۱۹۸۸) تیرانداز اهل عربستان سعودی است. وی در بازی‌های المپیک تابستانی ۲۰۱۶ شرکت کرده‌است.